# Nahún Solís
Nahún Alberto Solís Peña (San Marcos, Santa Bárbara, Honduras, 18 de enero de 1989) es un futbolista hondureño. Juega de defensa y su equipo actual es el Marathón de la Liga Nacional de Honduras.

## Trayectoria

### Platense
Su primer gol fue el 7 de agosto de 2011 en el Estadio Excelsior contra el Victoria en cumplimiento de la primera fecha del Torneo Apertura 2011. 

### Marathón
El 17 de julio de 2014 se anunció su llegada al Marathón, club que venía de ser subcampeón del fútbol hondureño.

## Clubes
| Club     | País     | Año             |
| -------- | -------- | --------------- |
| Platense | Honduras | 2010 - 2014     |
| Marathón | Honduras | 2014 - Presente |

### Estadísticas
| Club              | Temporada     | Liga  | Liga  | Copa Nacional | Copa Nacional | Copa Internacional | Copa Internacional | Total | Total |
| Club              | Temporada     | Part. | Goles | Part.         | Goles         | Part.              | Goles              | Part. | Goles |
| ----------------- | ------------- | ----- | ----- | ------------- | ------------- | ------------------ | ------------------ | ----- | ----- |
| Platense Honduras |               |       |       |               |               |                    |                    |       |       |
| 2010/11           | 13            | 0     | -     | -             | -             | -                  | 13                 | 0     |       |
| 2011/12           | 25            | 2     | -     | -             | -             | -                  | 25                 | 2     |       |
| 2012/13           | 16            | 0     | -     | -             | -             | -                  | 16                 | 0     |       |
| 2013/14           | 5             | 0     | -     | -             | -             | -                  | 5                  | 0     |       |
| Total             | 59            | 2     | 0     | 0             | 0             | 0                  | 59                 | 2     |       |
| Marathón Honduras |               |       |       |               |               |                    |                    |       |       |
| 2014/15           | 15            | 0     | -     | -             | -             | -                  | 15                 | 0     |       |
| 2015/16           | 3             | 0     | -     | -             | -             | -                  | 3                  | 0     |       |
| Total             | 18            | 0     | 0     | 0             | 0             | 0                  | 18                 | 0     |       |
| Total carrera     | Total carrera | 77    | 2     | 0             | 0             | 0                  | 0                  | 77    | 2     |